# Salix capensis
Espèce
Classification APG III (2009)
Salix mucronata, le Saule argenté du Cap (en anglais, Cape silver willow ou Safsaf willow), est une espèce de plantes à fleurs de la famille des Salicaceae. C'est un grand arbre qui pousse sur les bords des cours d'eau en Afrique du Sud et a beaucoup d'utilisations en médecine traditionnelle.

## Description

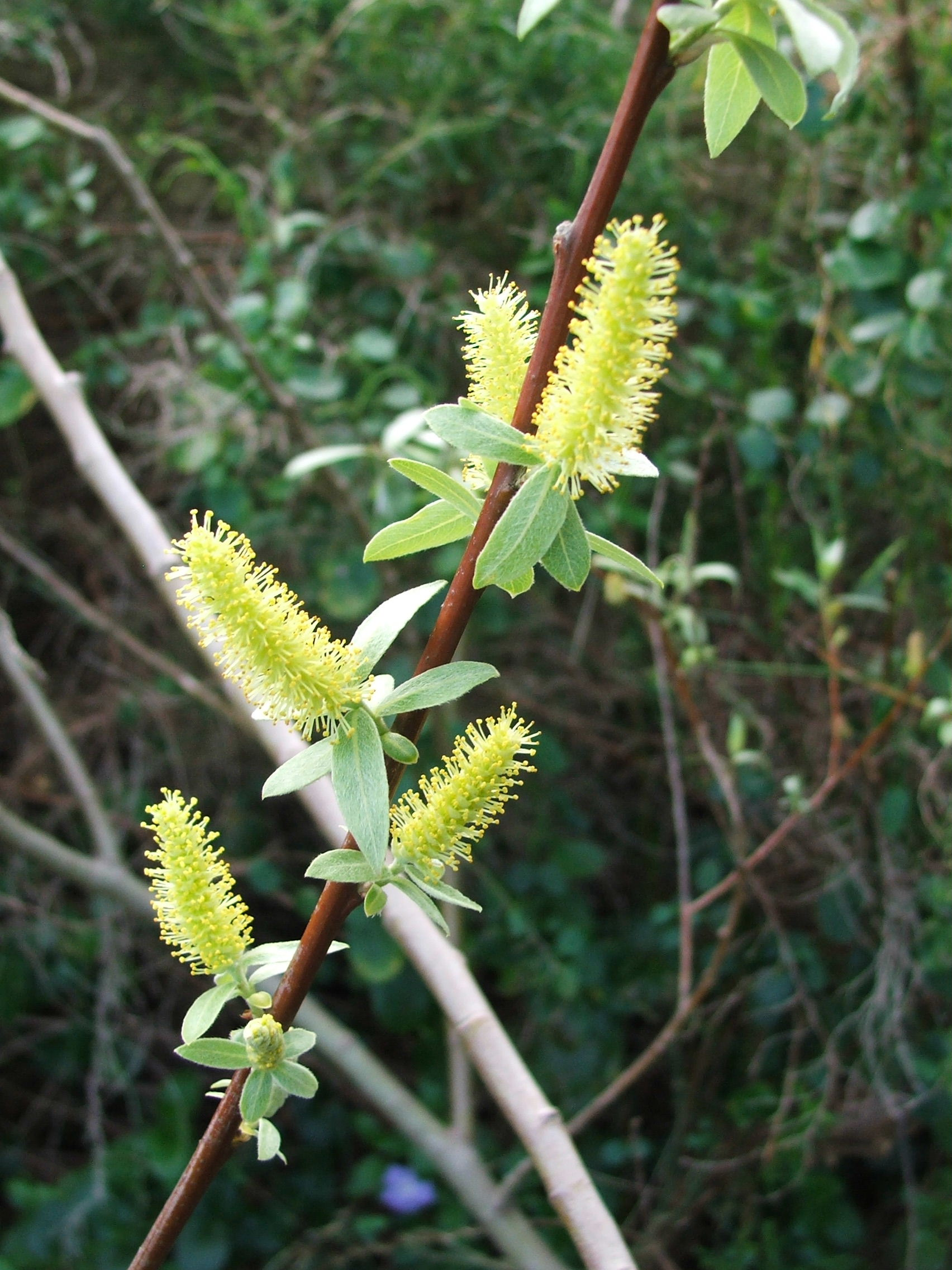
Chaton mâle.

Le saule du Cap est dioïque. Cet arbre, de semi caduc à toujours vert, peut atteindre 15 m de haut avec une couronne ouverte et des branches légèrement retombantes. L'écorce des vieux arbres est fissurée tandis que celle des plus jeunes est lisse, d'un rouge verdâtre. Les feuilles, brillantes, avec une bordure dentée, sont d'un vert sombre sur le dessus ; le dessous est plus clair. La floraison apporte des chatons mâles et femelles sur des arbres distincts. Le chaton mâle est jaunâtre et peut atteindre 50 mm de long. Le chaton femelle est plus petit et plus fin. Le fruit est une petite capsule qui se fend pour libérer des graines cotonneuses.
On trouve Salix mucronata sur les rives de l'Orange River, sur la plupart des cours d'eau du sud-est, du sud et du sud-ouest du Cap, particulièrement le long des Kei et Bashee Rivers, la Sundays River, la Fish River, la Breede River et les Groot et Klein Berg rivers.
L'arbre est l'hôte de la larve du répandu papillon orange et noir (orange and black butterfly).
Les feuilles servent de nourriture au bétail et les humains ont développé des utilisations médicales : les racines servent à lutter contre les maux d'estomac, les fièvres et les maux de tête. L'aspirine, substance active en médecine, est un produit issu du saule. La poudre noire résultant de l'écorce brûlée et le thé réalisé à partir des feuilles permettent de soulager les rhumatismes. Les jeunes branches sont utilisées en vannerie.

## Synonymie
- Salix hirsuta ;
- Salix capensis ;
- Salix safsaf.

## Taxonomie
Cette espèce paraissant sous des formes variables a reçu des noms différents qui ont été classés en sous-espèces de Salix mucronata :  
- S. m. hirsuta (silver willow)
- S. m. mucronata (Safsaf willow)
- S. m. woodii (flute willow)
- S. m. capensis (small-leaved willow)[3].